# Шмелёв, Алексей Дмитриевич
Алексе́й Дми́триевич Шмелёв (род. 4 января 1957, Москва, СССР) — советский и российский лингвист, специалист по русистике (русский язык, референция, картина мира, аспектология, семантика, лексикология, русская грамматика, русский анекдот). Доктор филологических наук (1995), профессор, член-корреспондент РАН с 2022 года.

## Биография
Родился 4 января 1957 года в семье лингвистов Д. Н. Шмелёва и Т. В. Булыгиной. В 1979 году окончил отделение структурной и прикладной лингвистики филологического факультета МГУ. В 1984 году защитил кандидатскую диссертацию «Определённость-неопределённость в названиях лиц в русском языке», в 1995 году — докторскую диссертацию «Референциальные механизмы русского языка». Преподавал в университетах Франции (Париж-Сорбонна), США, Финляндии (Университет Тампере), Австрии, Швейцарии. Автор более 300 научных публикаций. Известен также как популяризатор лингвистики.
Заведующий отделом культуры речи Института русского языка имени В. В. Виноградова РАН, председатель Орфографической комиссии РАН (с 2014 года). Профессор кафедры русского языка МПГУ, главный редактор журнала «Русская речь» (с 2019), член редколлегии журнала «Русский язык в научном освещении».
Супруга — лингвист Елена Шмелёва (1957—2025).

## Основные работы
- Математика помогает лингвистике. М., 1994 (совместно с Г. Е. Крейдлиным).
- Референциальные механизмы русского языка. Тампере, 1996.
- Языковая концептуализация мира. М., 1997 (совм. с Т. В. Булыгиной).
- Лекции по русской аспектологии. Мюнхен, 1997 (совм. с Анной А. Зализняк).
- Введение в русскую аспектологию. М., 2000 (совм. с Анной А. Зализняк).
- Русская языковая модель мира. М., 2002.
- Русский язык и внеязыковая действительность. М., 2002.
- Шмелёва Е. Я., Шмелёв А. Д. Русский анекдот. Текст и речевой жанр. — М. : Языки славянской культуры, 2002. — 143 с. — ISBN 5-94457-070-9.
- Ключевые идеи русской языковой картины мира. М., 2005 (совм. с Анной А. Зализняк и И. Б. Левонтиной).
- Константы и переменные русской языковой картины мира. М.: Языки славянских культур, 2012 (совм. с Анной А. Зализняк и И. Б. Левонтиной).
- Левонтина И. Б., Шмелёв А. Д. Либеральный лексикон. — СПб.: Нестор-История, 2019. — 184 с.